# Butlletí de la Biblioteca Museu Balaguer
El Butlletí de la Biblioteca Museu Balaguer (ISSN 0212-6168) és una publicació anual de caràcter divulgatiu editada per l'Associació d'Amics de la Biblioteca Museu Víctor Balaguer, que recull informació relacionada amb el fons bibliogràfic i artístic de la institució balaguerina. Va ser fundada el 1884 i és el lloc de comunicació de la recerca realitzada vinculada a la biblioteca i de les activitats realitzades durant l'any anterior per la institució. Està disponible al raco.cat. Inicialment la seva periodicitat era mensual.

## Història
Abans de la inauguració del centre, Víctor Balaguer ja tenia plantejada la proposta de creació d'una publicació seriada sobre la seva institució, que li permetés difondre el seu projecte i alhora intercanviar la publicació amb la d'altres institucions d'arreu del món. També volia fer-la servir com un mitjà on difondre propostes de subscripcions o adquisicions, com un canal de finançament de l'entitat.
Balaguer volia que la revista fos l'eina que portés el flaire de la institució a tota aquella gent que no hi havia anat mai, considerant-la una inversió, però sempre lligant la publicació del butlletí als resultats científics de catalogació i estudi de les col·leccions i activitats dutes al centre.
| «                 | Yo considero esta publicación de gran importancia. En ella vive siempre latente mi fundacion y en cada número se recuerda á todos, recuerdo que atrae donativos y facilita mis demandas á todos los centros. El boletín debe dedicarse casi por completo á dar á conocer lo curioso, importante y digno que hay en la Biblioteca y en el Museo. Lo que llega, lo que se espera y lo que ya existe. Así es como será buscado por los investigadores y los bibliófilos, que es lo que importa. | » |
| — Víctor Balaguer | |   |

Inicialment es va fer un tiratge de 1.250 exemplars, que es feia arribar a la pràctica totalitat de membres de totes les acadèmies, per tal de difondre la institució i aconseguir possibles col·laboradors.

### Dificultats financeres
Després de passar per algunes dificultats econòmiques, la Junta de Patrons de la Biblioteca Museu va decidir convertir el butlletí en trimestral, com a mesura per intentar reduir la despesa. Un any després, l'octubre de 1892, la junta decideix deixar de publicar el butlletí i incorporar una secció sobre la institució a la revisa Pro Patria, fundada pel mateix Víctor Balaguer. El responsable de la nova revista seria Garcia Llansó, i el primer número veuria la llum l'abril de 1893.
Després de diverses discussions i problemes amb l'impressor, Balaguer decideix endur-se Pro Patria a Madrid, i la Junta demana tornar a imprimir el butlletí per separat, aquest cop a la impremta de la Casa Milà.
Va tornar a imprimir-se de manera independent l'abril de 1895, però es comença a publicar amb molta irregularitat. Paral·lelament, la no publicació del butlletí o la seva poca constància fan que la biblioteca ingressi cada any menys llibres (degut al sistema d'intercanvi que feia servir) de manera que entre 1.886 i 1.895 el nombre d'incorporacions bibliogràfiques baixa de 2.000 llibres l'any a uns 600.
Després d'un nou període sense publicar-se, el butlletí es tornà a imprimir de manera trimestral el 1900, assumint-ne el cost el propi Balaguer, tot i amb reticències del patronat.
A la mort del fundador es publicà un número extraordinari on van col·laborar personalitats destacades com Narcís Oller, Verdaguer i d'altres.

## Distribució
Inicialment la distribució del butlletí va suposar una forta despesa econòmica que, a llarg termini, va ajudar a engrandir els fons de la biblioteca. La majoria de subscripcions funcionaven per intercanvi amb altres centres culturals d'arreu del món.

## Redactors
El grup inicial de redacció estava format per Manuel Creus, Josep Ferrer i Soler i el propi Víctor Balaguer. En la versió de 1900 s'hi van incorporar Joan Oliva, Demetri Galceran i Fabré i Oliver.